# 尾留川宏之
尾留川 宏之（びるかわ ひろゆき）は、日本のアニメ・プロデューサーである。フライングドッグ所属。
1994年に尾川大作（おがわ だいさく）の名義でテレビアニメ『メタルファイター・MIKU』の原案・原作・プロデューサーを手がける。

## 参加作品

### テレビアニメ
- メタルファイター・MIKU（1994年、原案・原作・プロデューサー）
- MAZE★爆熱時空（1997年、プロデューサー）
- ジェネレイターガウル（1998年、プロデューサー）
- ベターマン（1999年、プロデューサー）
- アルジェントソーマ（2000年-2001年、プロデューサー）
- LAST EXILE（2003年、プロデューサー）
- 月詠 -MOON PHASE-（2004年-2005年、プロデューサー）
- ガン×ソード（2005年、プロデューサー）
- 鉄のラインバレル（2008年、プロデューサー）
- 聖痕のクェイサー（2010年、プロデューサー）
  - 聖痕のクェイサー2（2011年、プロデューサー）
- ラストエグザイル-銀翼のファム-（2011年、プロデューサー）
- アクティヴレイド -機動強襲室第八係-（2016年、プロデューサー）
- ラーメン大好き小泉さん（2018年、プロデューサー）
- 本好きの下剋上 司書になるためには手段を選んでいられません（2019年、プロデューサー）

### OVA
- 幻想叙譚エルシア（1992年、プロデューサー）
- 新・超幕末少年世紀タカマル（1992年、プロデューサー）
- 勇者指令ダグオン 水晶の瞳の少年（1997年、プロデューサー）
- 勇者王ガオガイガー FINAL（1999年、プロデューサー）